# アシュリタ・ファーマン
アシュリタ・ファーマン（英語: Ashrita Furman、1954年9月16日  -  ）は、最も多くのギネス・ワールド・レコーズ公認記録を持っている人物である（1979年以降から216個の記録を樹立、現在も89の記録を保持）。アメリカ合衆国ニューヨーク、クイーンズ区のジャマイカ地区で健康食品店を経営する実業家でもある。アシュリータ・ファーマンとも。

## 経歴

### 青年時代まで
彼はキース・ファーマン（Keith Furman）としてニューヨーク市ブルックリン区で1954年に生まれる。この年はギネスブックが発行された年であり、イギリスのロジャー・バニスターが1マイル競走で不可能といわれていた4分台の壁を破った年でもあった。彼は幼少時よりギネスブックに興味を持っていたが、運動が苦手だったこともあり、ギネス記録を破るといったことは全く思っていなかったという。その後は同市のクイーンズ区のキュー・ガーデン地区で育ち、ジャマイカ高校に通った。

彼は10代の時に東方のスピリチュアリティの思想に興味を持ち、1970年にはインド出身のヨーガ指導者、シュリ・チンモイの熱狂的な信者となった。1978年にはシュリ・チンモイの教えによる自己超越を目指すためにニューヨーク市のセントラルパークで開催された24時間耐久自転車レースに出場した。彼はわずか2週間の練習の期間にもかかわらず405マイル（651.7キロメートル）の距離を走行し、全体で3位につけた。彼は後にこの経験を人生の中でもっとも印象的だった出来事の一つとして語っており、次のように話している。
| 「 | 自転車から降りたとき、24時間の間自転車をこいできたのは私の内部の精神だと気付きました。私は瞑想をすることでみんなが持っているがほとんど使うことができない無尽蔵なエネルギーを使うことができました。この瞬間に私は私たちは内部に不屈の強さを持っているということを他の人にも分かってもらおうとギネス記録を破ることを決めたのです | 」 |

### 最初の記録
1979年、彼は最初のギネス記録としてジャンピングジャックを27,000回した記録を樹立した。1986年には水中で使用できるホッピングを発明し、同年のエイプリルフールの日のABCテレビの朝のニュース番組グッド・モーニング・アメリカでそれを使用して記録を樹立した。また、同年にはマサチューセッツ州でポール・リビアの真夜中の騎行の道に沿って12.25マイルの距離を前転で進んでおり、また富士山で11マイル半の道のりをホッピングを使って登下山している。

### 世界中での記録

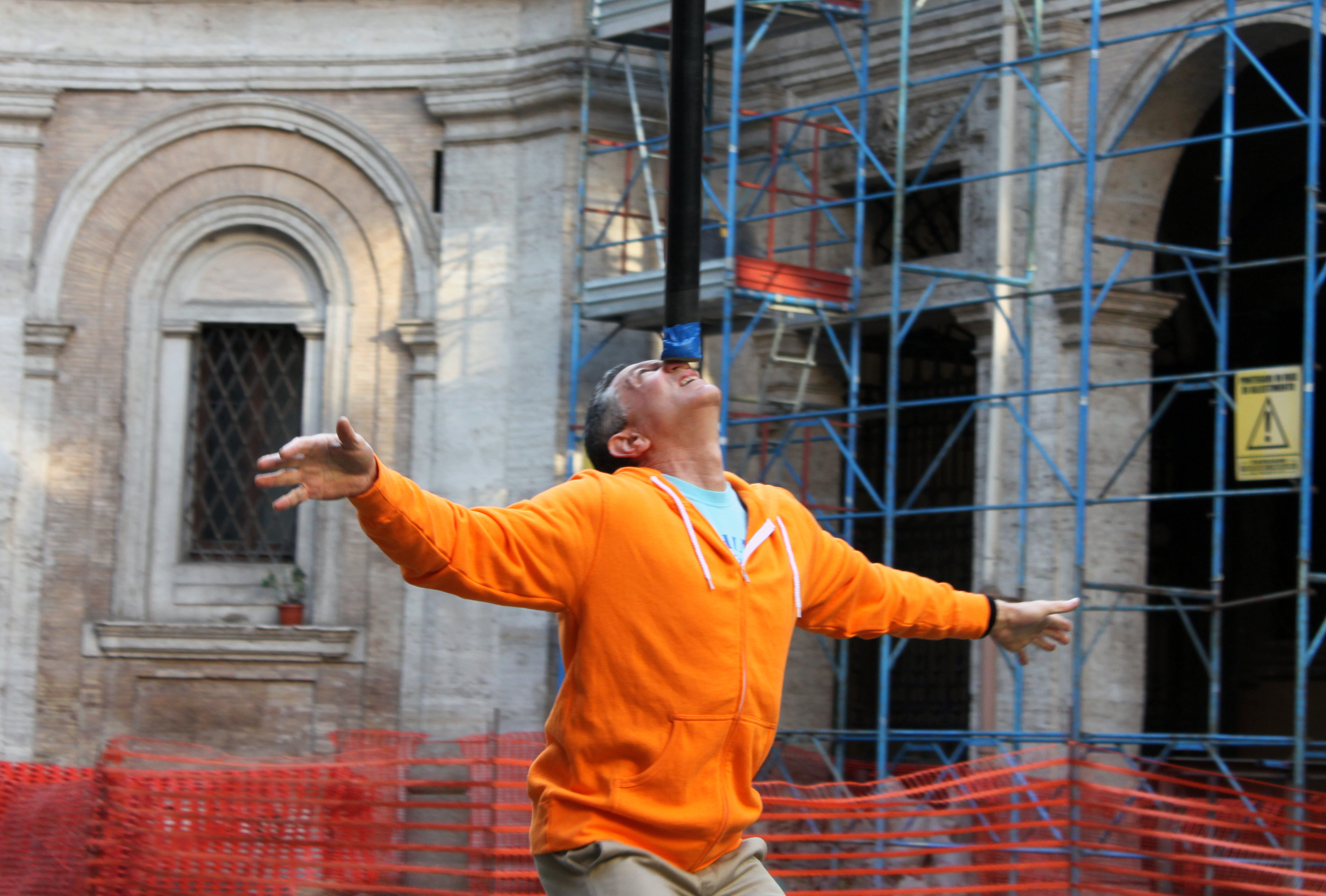
イタリア、ローマ市内で新記録を樹立したアシュリタ・ファーマン

彼の瞑想グループのツアーコンダクターを務め、遠くまで旅行をすることもあり、旅行先で数々の記録を樹立した。七大陸のすべてで世界記録を樹立しており、国では30カ国以上の国にものぼる。オーストラリアのウルルでは2003年に巨大フラフープの記録を樹立した。他にもエジプトのピラミッドではビリヤードのキューのバランスを保ったまま進んだ距離の記録、イギリスのストーンヘンジではバランスボールの上に立っていた時間の記録、フランスのエッフェル塔では1時間に最も立ったり座ったりした記録、中国の万里の長城ではカンガルーボールにのって1マイルを最も早く進んだ記録、カンボジアのアンコール・ワットではホッピングをしながら最も多く縄跳びをした記録などを打ち立てている。また、中国では1892年以来破られることのなかった竹馬で8キロメートルの距離を走る記録を破っている。

### 新しく作った記録の項目

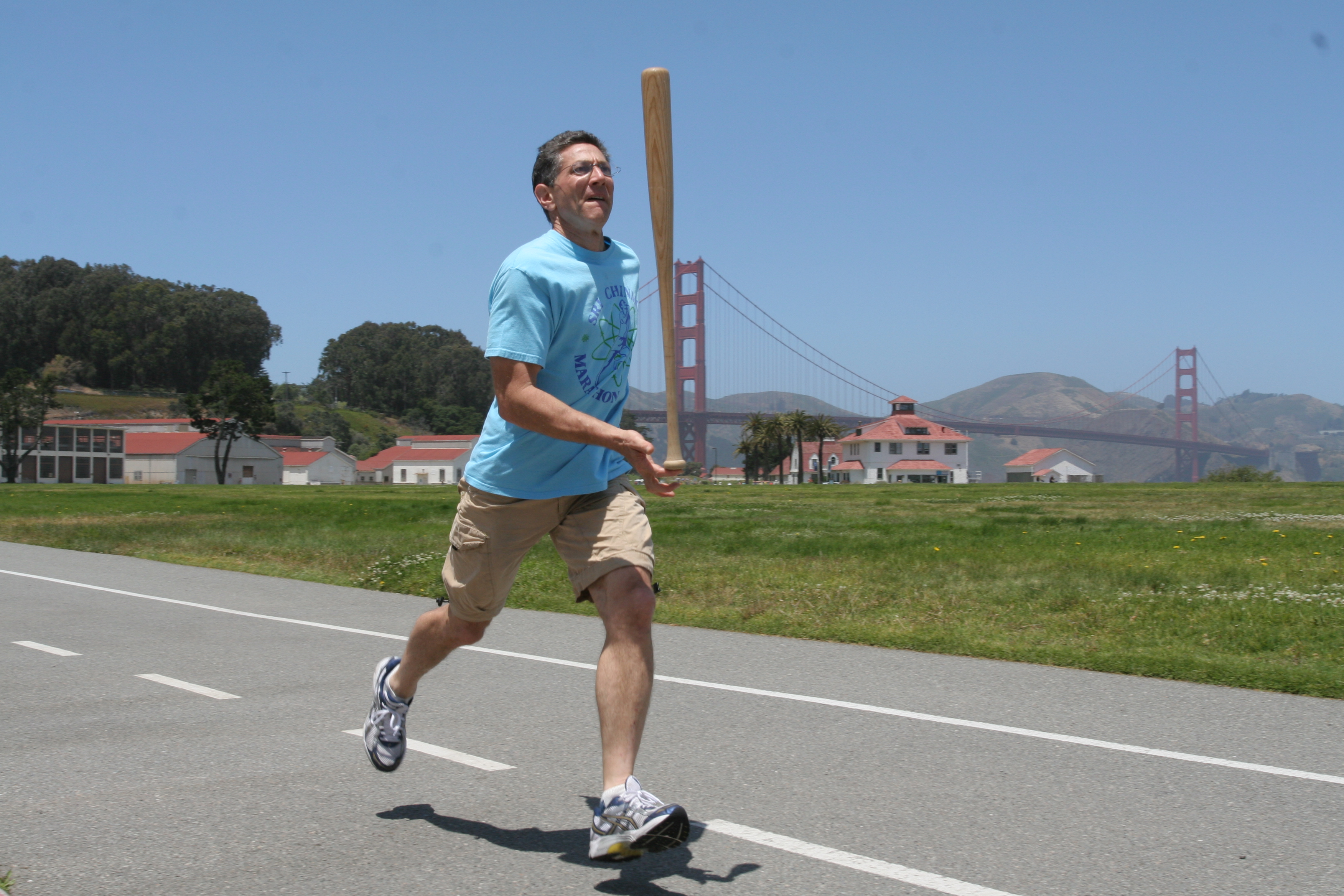
サンフランシスコ市内でバットのバランスを保ったまま1マイルを早く走る記録を樹立したアシュリタ・ファーマン

彼は既存の記録を破るだけでなく、新しい記録の項目も多く作っている。1991年にはバリ島でボート漕ぎの練習器具（エルゴ）を改造して車輪とブレーキをつけて進むようにしたものに乗って、16日間の間に1,500マイル（2,414キロメートル）の距離を走行した。彼はグルグリング(gluggling)と呼ばれる水中でのジャグリングを考案し、2002年にニュージーランドのオークランドにある水族館（ケリー・タールトンズ・アンダーウォーター・ワールド＆南極体験）で48分間もの間、水中でジャグリングを行った。2007年にはモンゴルを訪れて、ヤクとサック競争で1マイルの勝負をした。
2008年1月30日に20,000ドルの76フィート（23メートル）、4,000ポンド（1,814キログラム）のペンシルベニア州産の黒鉛を使用した巨大な鉛筆を公開した。この鉛筆は彼の崇拝するシュリ・チンモイに誕生日プレゼントとして前年の8月の下旬から作られたものであった。この鉛筆の長さは文房具商ファーバーカステル社のマレーシア本社前に展示されている65フィート（19.8メートル）のものよりも長く、その後にはニューヨークからセントルイスにある市立美術館へと送られた。